# B-Happy
B-Happy é um filme do diretor chileno Gonzalo Justiano, produzido em 2003.
O filme mostra uma parte da vida de Kathy (Manuela Martelli) que tem 14 anos e vive com sua mãe e o irmão. Sua vida é marcada pela ausência do pai, que está na prisão. Tão jovem, ela tem que enfrentar sozinha várias barreiras em sua vida e seguir em frente.